# Wesley Ramey
Wesley Ramey (* 17. September 1909 in Evart Township, Michigan, USA; † 10. März 1997) war ein US-amerikanischer Boxer im Welter- und Leichtgewicht.
Der von  Pete Reilly gemanagte Ramey absolvierte weit über 100 Fights. Er fand im Jahre 2013 Aufnahme in die International Boxing Hall of Fame in der Kategorie Old Timers.